# Religion sémitique antique
 (juillet 2023).
- Si vous ne connaissez pas le sujet, laissez ce bandeau (vous pouvez alors contacter les auteurs).
- Si vous supprimez le contenu mis en cause (vous pouvez préalablement contacter les auteurs),

argumentez précisément cette suppression dans la page de discussion
(un manque de référence n'est pas un argument ; une recherche réelle de référence doit avoir été effectuée, être formellement documentée).
 (juillet 2023).
Améliorez-le ou discutez des points à vérifier. 
La religion sémitique antique englobe les religions polythéistes des peuples sémitiques (en) du Proche-Orient Ancien et de l'Afrique du Nord-Est[réf. nécessaire]. Étant donné que le terme "sémitique" lui-même représente une catégorie générale lorsqu'il est utilisé pour désigner des cultures plutôt que des langues, les limites précises de l'expression "religion sémitique antique" sont seulement approximatives.[Interprétation personnelle ?]

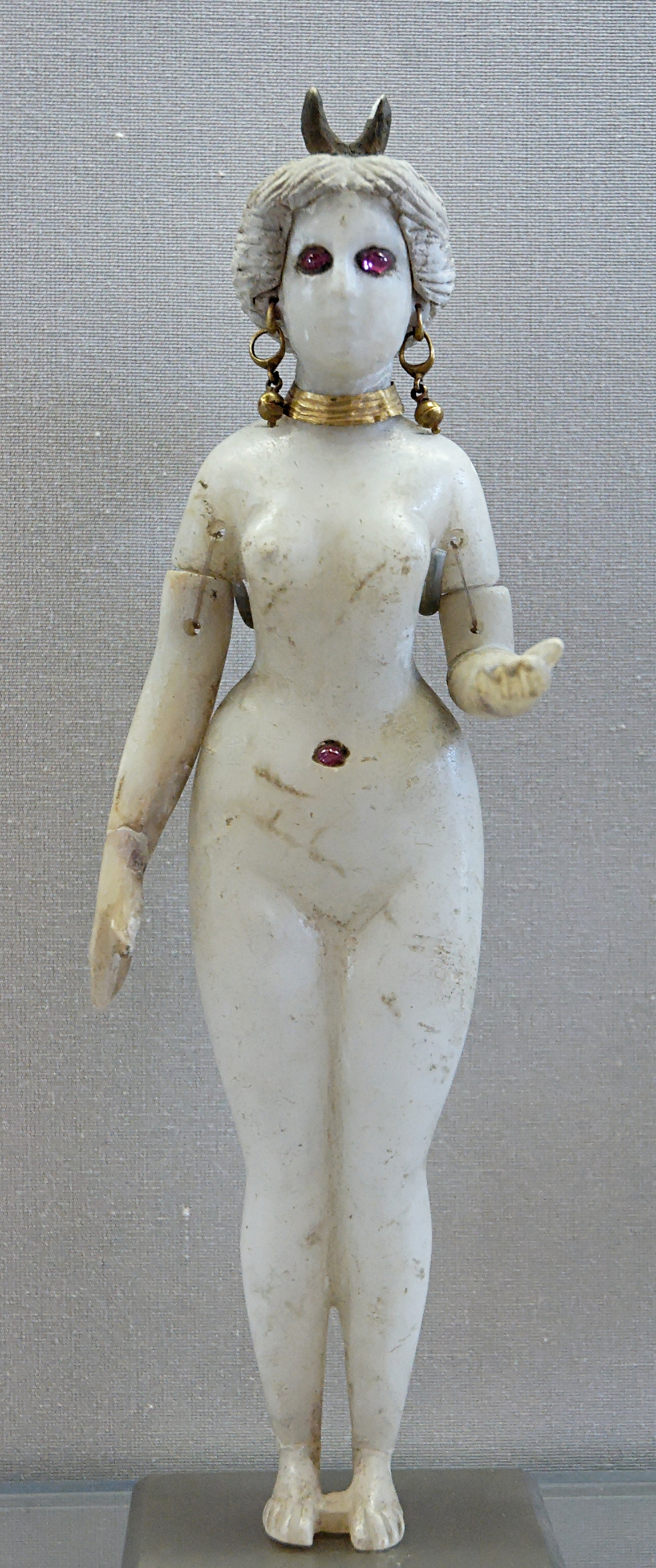
Statuette de femme nue, peut-être la Grande Déesse babylonienne (Ishtar), illustration de la religion sémitique antique du Proche-Orient (musée du Louvre).

Les traditions du Proche-Orient ancien et leurs panthéons (en) se répartissent en catégories régionales :[réf. nécessaire] les religions cananéennes du Levant, comprenant notamment la religion hébraïque antique polythéiste des Israélites ; la religion assyro-babylonienne d'inspiration sumérienne en Mésopotamie ; la religion de Carthage ; la religion nabatéenne ; et le polythéisme arabe.[réf. nécessaire]